# Aleardo Simoni
Aleardo Simoni (Milán, 5 de septiembre de 1902 - Minerbio, 8 de septiembre de 1989) fue un ciclista italiano que estuvo activo entre 1927 y 1934. Durante su carrera deportiva destaca la victoria en la Coppa Placci del 1927. Ese mismo año, quedó octavo en la clasificación general del Giro de Italia.

## Palmarés
1927
- 1.º en la Coppa Placci

1931
- 1.º en la Coppa Appennino

1932
- 1.º en la Coppa Valle del Metauro

### Resultados en el Giro de Italia
- 1927. 8.º de la clasificación general
- 1928. 16.º de la clasificación general
- 1930. 25.º de la clasificación general
- 1931. 22.º de la clasificación general

### Resultados en el Tour de Francia
- 1932. 42.º de la clasificación general